# John R. Neill

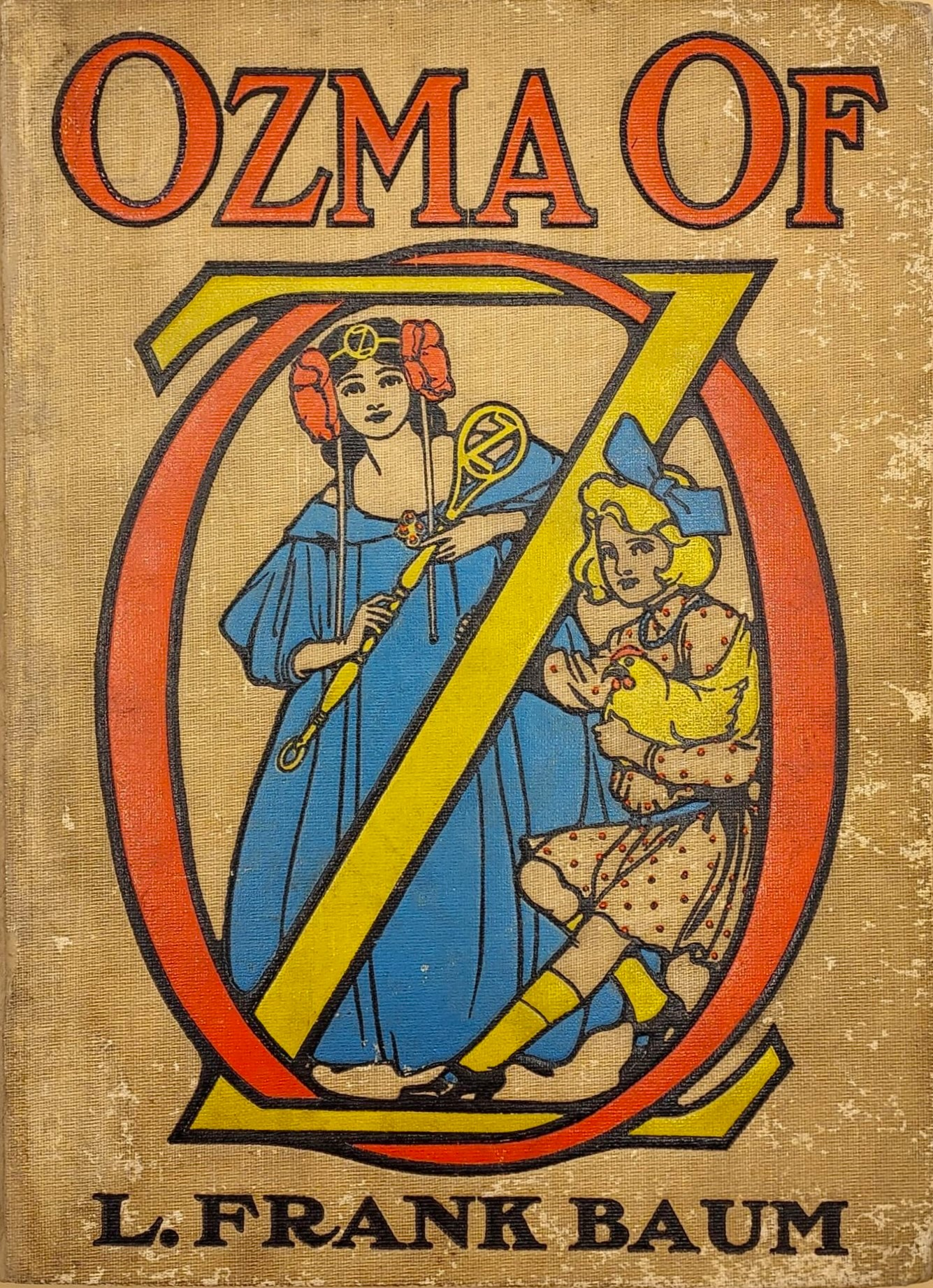
Capa original de Ozma of Oz (1907), por John R. Neill.

John Rea Neill (12 de novembro de 1877, Filadélfia, Pensilvânia—13 de setembro de 1943) foi um ilustrador estadunidense de livros infantis, conhecido particularmente por ter criado os desenhos de mais de quarenta histórias passadas na terra de Oz, lançadas em português com o título de O Mágico de OZ, de autoria de  L. Frank Baum durante os anos de 1904 a 1944. Além das histórias deste autor, ilustrou também outras histórias de Ruth Plumly Thompson e três de sua própria autoria. Seus desenhos em bico-de-pena tornaram-se marca registrada da série sobre Oz e marcaram muitas gerações norte-americanas. Ele também produziu uma grande quantidade de ilustrações para revistas, que não conseguiram a mesma repercussão.

## Neill e Oz
O primeiro livro da série ilustrado por Neill foi The Marvelous Land of Oz, o segundo livro sobre Oz escrito por L. Frank Baum; The Wonderful Wizard of Oz foi ilustrado por W. W. Denslow, com quem Baum discutiu e perdeu contato.
Neill continuou a ilustrar os livros de Oz após a morte de Baum e seu trabalho foi louvado por ter dado, aos olhos dos fãs de Baum, "legitimidade" aos livros escritos por Ruth Plumly Thompson. Neill, posteriormente, sucederia a Thompson como "historiador de Oz" designado, escrevendo ele próprio vários livros da série.
Os livros sobre a terra de Oz que ele escreveu para a editora "Reilly & Lee" são considerados parte dos "Quarenta Famosos" aparecendo ao ritmo de um por ano entre 1940 e 1942. São The Wonder City of Oz, The Scalawagons of Oz e Lucky Bucky in Oz. Ele concluiu um esboço, The Runaway in Oz pouco antes de sua morte, mas não chegou a ilustrá-lo ou editá-lo. Reilly & Lee decidiu-se por não publicar o manuscrito inacabado, que permaneceu incompleto até 1995, quando foi publicado pela Books of Wonder com ilustrações de Eric Shanower.